# Medicina empirica
La medicina empirica è una delle prime forme di applicazione della medicina.
Se ne trovano tracce in raffigurazioni grafiche preistoriche ed è nata col preciso intento di allontanare le cause della malattia ricercate prima nelle cose vicine e visibili, poi in quelle remote e misteriose e le prescrizioni sono magiche e mistiche: ad esempio bagni, diete, sonno indotto da piante soporifere, fondamenti questi di una medicina pratica che si evolve, e a cui si aggiunge la chirurgia, che sappiamo essere già molto evoluta nei popoli primitivi.
Quella degli Empirici è la prima vera e propria scuola di medicina che sorge ad Alessandria. Si tratta di una novità rispetto alle precedenti scuole di Coo e Cnido, in cui tutti i medici provenivano da una stessa formazione, presso gli empirici abbiamo invece eterogeneità di pareri e di provenienza. Gli empirici sostenevano il primato della sperimentazione su quello della ragione (inversamente  per i razionalisti, da cui gli empirici si discostano polemicamente, per cui prima venivano le cause "oscure", delle malattie, cioè che sono interne a noi, e solo dopo aver studiato l'anatomia e la fisiologia a livello teorico era possibile applicarla agli esperimenti). 